# Осиновський (Суєтський район)
Оси́новський (рос. Осиновский) — селище у складі Суєтського району Алтайського краю, Росія.

## Населення
Населення — 117 осіб (2010; 317 у 2002).
Національний склад (станом на 2002 рік):
- росіяни — 83 %